# الطوابية (قنا)
قرية الطوابية هي إحدى القرى التابعة لمركز قنا في محافظة قنا في جمهورية مصر العربية. حسب إحصاءات سنة 2006، بلغ إجمالي السكان في الطوابية 6360 نسمة، منهم 3129 رجل و3231 امرأة.